# Triatlon la Jocurile Olimpice de vară din 2024 - ștafetă mixt
Proba de triatlon ștafetă mixt de la Jocurile Olimpice de vară din 2024 a avut loc la 5 august 2024 la Pont Alexandre III în Paris, Franța.
Proba de ștafetă mixt a constat din participarea a patru sportivi (doi bărbați și două femei). Fiecare a trebuit să parcurgă o probă de înot de 300 de metri, una de ciclism de 8 kilometri și una de alergare de 2 kilometri în format ștafetă.

## Rezultate
| Rank | Țară                       | Sportivi                                                                          | Înot | Ciclism | Alergare | Timp total | Diferență |
| ---- | -------------------------- | --------------------------------------------------------------------------------- | ---- | ------- | -------- | ---------- | --------- |
| 1    | Germania                   | Tim Hellwig Lisa Tertsch Lasse Lührs Laura Lindemann                              |      |         |          | 1:25:39    | __        |
| 2    | Statele Unite ale Americii | Seth Rider Taylor Spivey Morgan Pearson Taylor Knibb                              |      |         |          | 1:25:40    | +0:01     |
| 3    | Marea Britanie             | Alex Yee Georgia Taylor-Brown Sam Dickinson Beth Potter                           |      |         |          | 1:25:40    | +0:01     |
| 4    | Franța                     | Pierre Le Corre Emma Lombardi Léo Bergère Cassandre Beaugrand                     |      |         |          | 1:26:47    | +1:08     |
| 5    | Portugalia                 | Ricardo Batista Melanie Santos Vasco Vilaça Maria Tomé                            |      |         |          | 1:27:08    | +2:09     |
| 6    | Italia                     | Gianluca Pozzatti Alice Betto Alessio Crociani Verena Steinhauser                 |      |         |          | 1:27:11    | +2:12     |
| 7    | Elveția                    | Max Studer Julie Derron Sylvain Fridelance Cathia Schär                           |      |         |          | 1:27:16    | +2:17     |
| 8    | Brazilia                   | Miguel Hidalgo Djenyfer Arnold Manoel Messias Vittória Lopes                      |      |         |          | 1:27:23    | +2:24     |
| 9    | Spania                     | Alberto González Garcia Anna Godoy Conteras Antonio Serrat Seoane Miriam Casillas |      |         |          | 1:27:30    | +2:31     |
| 10   | Olanda                     | Mitch Kolkman Maya Kingma Richard Murray Rachel Klamer                            |      |         |          | 1:27:37    | +2:38     |
| 11   | Norvegia                   | Vetle Bergsvik Thorn Lotte Miller Kristian Blummenfelt Solveig Løvseth            |      |         |          | 1:27:40    | +2:41     |
| 12   | Australia                  | Luke Willian Natalie Van Coevorden Matthew Hauser Sophie Linn                     |      |         |          | 1:28:50    | +4:31     |
| 13   | Mexic                      | Aram Peñaflor Rosa Tapia Crisanto Grajales Lizeth Rueda                           |      |         |          | 1:29:20    | +6:21     |
| 14   | Noua Zeelandă              | Hayden Wilde Nicole van der Kaay Dylan McCullough Ainsley Thorpe                  |      |         |          | 1:30:23    | +8:04     |
| 15   | Austria                    | Alois Knabl Julia Hauser Tjebbe Kaindl Lisa Perterer                              |      |         |          |            | 1 tură    |
|      | Belgia                     | Jelle Geens Marten Van Riel Claire Michel Jolien Vermeylen                        |      |         |          |            | NT        |